# Iwan Tararykin
Iwan Josifowicz Tararykin, Иван Иосифович Тарарыкин (ur. ok. 1890 r. w stanicy Kelersmiesskaja w Rosji, zm. w maju 1961 r. w USA) – rosyjski wojskowy (pułkownik), oficer Rosyjskiego Korpusu Ochronnego podczas II wojny światowej
Kozak stanicy Kelermiesska w obwodzie kubańskim. 
W 1915 ukończył Trzecią Peterhofską Szkołę Chorążych w Petersburgu. Służył w 2 pułku kawalerii Kozaków kubańskich, zaś w 1916 r. w samodzielnym oddziale wojskowym przy sztabie 9 armii. Dwukrotnie ranny . 
W 1917 r. został szefem konnicy w oddziale partyzanckim starszyny wojskowego Łazara F. Biczerachowa, walczącego z Turkami w Persji. W jego składzie w 1918 r. został przeniesiony pod Baku, gdzie odpierano atak wojsk tureckich. Następnie walczył z bolszewikami. Awansował do stopnia esauła. Na początku 1919 r. przejął po gen. Ł. F. Biczerachowie dowództwo oddziału partyzanckiego. Po jego rozwiązaniu przez Brytyjczyków w kwietniu 1919 r., przeszedł do wojsk białych gen. Antona I. Denikina. Został w stopniu pułkownika zastępcą dowódcy 2 Chopiorskiego pułku kawalerii Kozaków kubańskich, od lutego - dowódca 4 pułku. W marcu 1920 objął dowództwo 1 Czarnomorskiego pułku. Był odznaczony Orderem Św. Jerzego 4 klasy. 
W połowie listopada 1920 r. wraz z resztkami wojsk białych ewakuował się na wyspę Lemnos. W okresie międzywojennym przebywał na emigracji. Po ataku wojsk niemieckich na Jugosławię i jej upadku w kwietniu 1941 r., wstąpił do nowo formowanego Rosyjskiego Korpusu Ochronnego. Po zakończeniu wojny wyjechał do USA.